# Княжа Байгора
Княжа Байгора (рос. Княжая Байгора) — село у Грязінському районі Липецької області Російської Федерації.
Населення становить 827  осіб. Належить до муніципального утворення Княжебайгорська сільрада.

## Історія
З 13 червня 1934 до 6 січня 1954 року у складі Воронезької області. Відтак входить до складу Липецької області.
Згідно із законом від 23 вересня 2004 року № 126-ОЗ органом місцевого самоврядування є Княжебайгорська сільрада.

## Населення
| 1895 | 1914  | 2009 | 2010 | 2013 |
| ---- | ----- | ---- | ---- | ---- |
| 3500 | ↗6195 | ↘812 | ↘760 | ↗827 |